# Cabine d'essayage
Cet article possède un paronyme, voir Cabine.

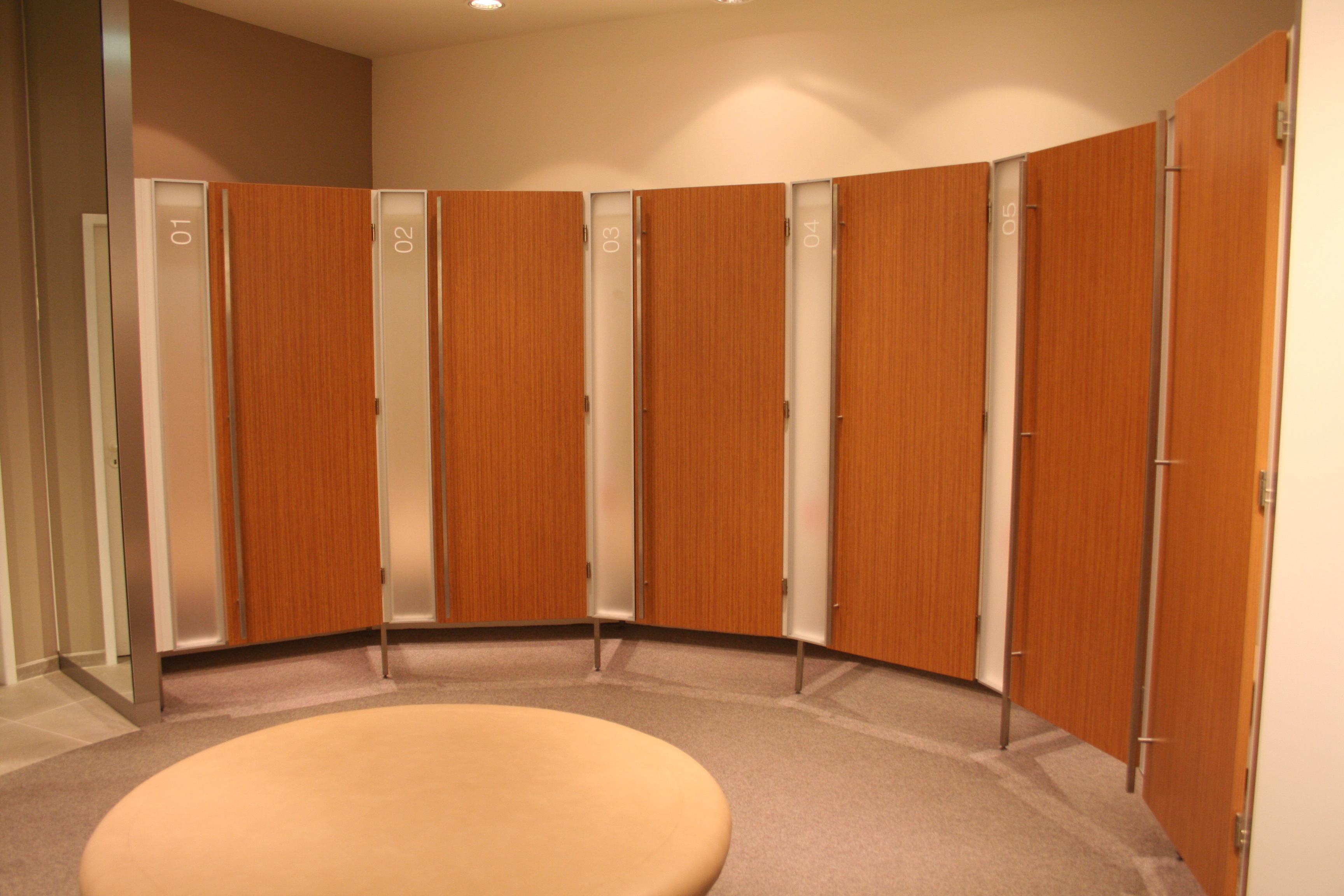
Une série de cabines d'essayage contigues dans un magasin de vêtements danois.

Une cabine d'essayage est un petit local aménagé dans un magasin de vêtements pour permettre aux clients de se dévêtir à l'abri des regards, et ainsi préserver leur pudeur, lorsqu'ils souhaitent essayer des pièces qu'ils ne sont pas encore certains d'acheter.

## Histoire
Il semble que les premiers salons d'essayage soient apparus avec les grands magasins. Émile Zola évoque leur existence dans son roman Au Bonheur des Dames, et ils sont alors interdits aux hommes. Quelques années plus tard, quand Henri Gervex peint celui de Jeanne Paquin en 1906, ce n'est plus le cas.
Par la suite, Buster Keaton s'en servira en 1928 comme décor d'un célèbre gag du film Le Cameraman. Dès lors, le lieu ne cessera d'inspirer des scènes comiques au cinéma : on en trouve une, par exemple, dans le film Les Trois Frères, sorti en 1995.
En 1969, le Français Edgar Morin a réalisé une importante étude sociologique sur une rumeur qui prétendait que les cabines d'essayage de magasins du centre-ville orléanais appartenant à des Juifs servaient de lieu d'enlèvement aux organisateurs de la traite des Blanches. Le résultat paraît sous le titre La Rumeur d'Orléans.

## Équipement et utilisation

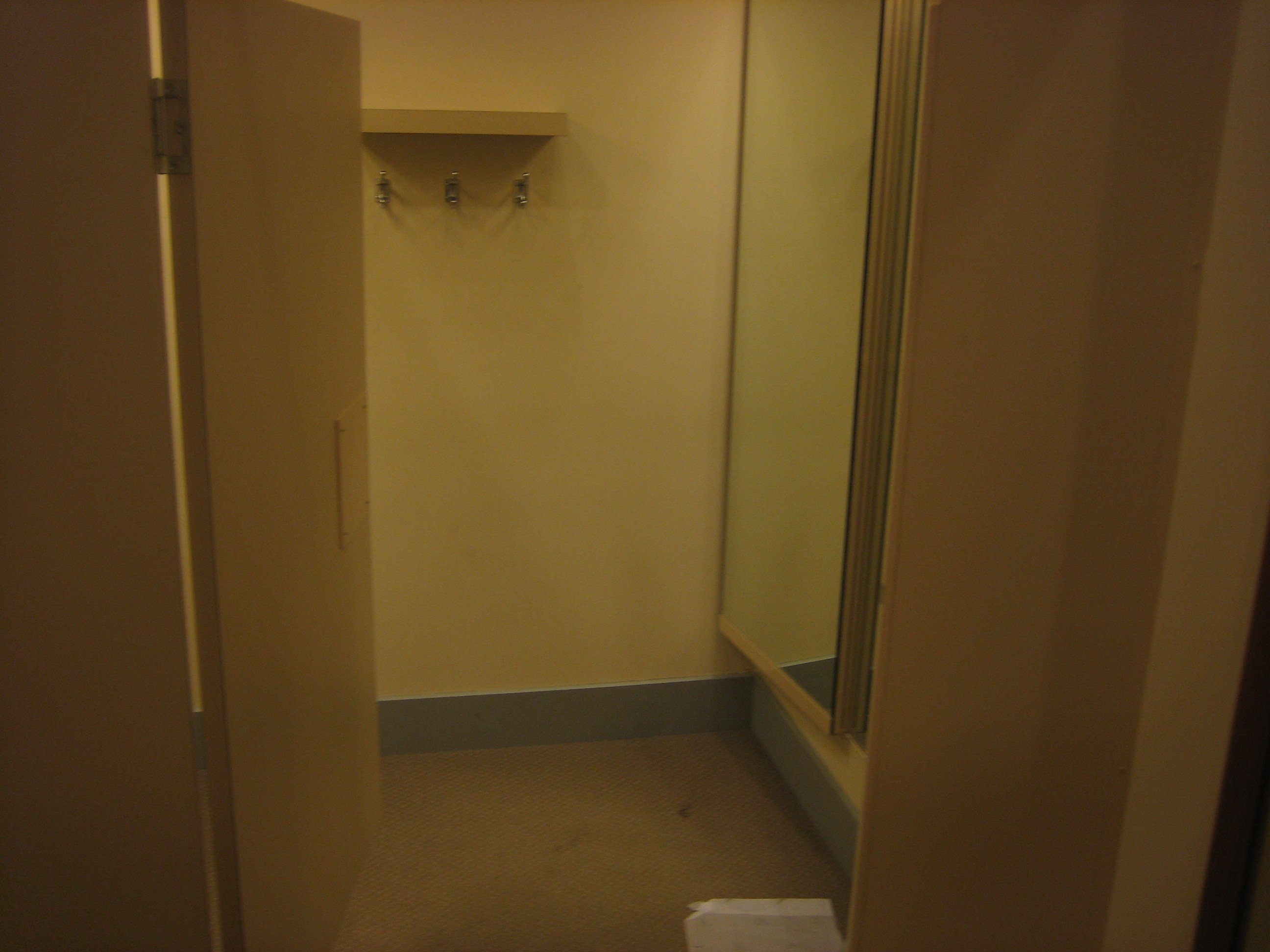
L'intérieur d'une cabine d'essayage.

Selon le standing du commerce, il peut s'agir d'une pièce à part entière, ce que l'on appelle un salon d'essayage, ou de simples box individuels séparés par des cloisons, et dont la fermeture peut se faire par une porte ou par un rideau. Quoi qu'il en soit, ces espaces sont souvent équipés de sièges, d'étagères, de portemanteaux et de miroirs. C'est à ce titre que l'écrivain Jean-François Comte écrit dans la revue de poésie Vagabondages que « le moi est une cabine d'essayage, on s'y enferme avec son miroir pour y choisir son image ».
Malgré l'idée de respect de la vie privée conduisant à la création de tels espaces, certaines cabines d'essayage sont filmées par des dispositifs de vidéosurveillance, afin que ces espaces à l'abri des regards ne servent pas à commettre des infractions, qu'il s'agisse du vol des produits proposés par le magasin ou transactions illégales, de drogues par exemple.